# Pierre-Emerick Aubameyang
Pierre-Emerick Emiliano François Aubameyang (Laval, Mayenne, Francia, 18 de junio de 1989) es un futbolista gabonés. Juega como delantero en el Olympique de Marsella de la Ligue 1.
Es internacional absoluto con Gabón desde 2009, teniendo un breve retiro en 2022. Un año después, cambió de opinión y regresó al seleccionado nacional.

## Biografía
Hijo de padre gabonés (Pierre, también exfutbolista y de quien adoptó la nacionalidad) y madre española radicada en Francia (Margarita Crespo, originaria de El Barraco, Ávila). Tiene dos hermanos mayores, los exfutbolistas Catilina y William Aubameyang, y dos hijos de su relación con Alysha Behagué: Curtys Aubameyang (2011) y Pierre Jr. Aubameyang (2016).
Aubameyang es políglota y habla 5 idiomas: español, francés, inglés, alemán e italiano.

## Trayectoria

### Cesiones en Francia
Tras pasar por diversas canteras de equipos franceses como Nice, Laval, Rouen o Bastia, Aubameyang llegó a la cantera de la Associazione Calcio Milan en enero de 2007, si bien nunca llegó a debutar con el club italiano, el cual lo cedió para su formación por diversos clubes franceses.
En la temporada 2008-09 fue cedido al Dijon FCO, que se encontraba en Ligue 2. Finalizó con un total de 10 goles y dos asistencias en todas las competiciones. Su entrenador, Daniel Joseph, dijo: "La actuación de Pierre es impresionante, considerando que solo tiene 18 años, tiene tremendas habilidades físicas, una disposición para correr a los defensores y tiene un largo tiempo para mejorar".
El 24 de junio de 2009, se anunció que el Lille Olympique Sporting Club de la Ligue 1 contrató al jugador en calidad de cedido. Su temporada no fue positiva ya que sólo dispuso de cuatro oportunidades como titular en la máxima competición gala, logrando dos tantos. También participó en nueve encuentros de Liga Europa, sin lograr anotar.
Para la temporada 2010-11 fue cedido de nuevo, pero esta vez al Association Sportive de Monaco Football Club, también en la máxima categoría francesa. El 21 de agosto de 2010, marcó su primer gol con la camiseta del Mónaco en un partido frente al Racing Club de Lens. Volvió a marcar de nuevo el 29 de agosto de 2010 en casa, ante el Association de la Jeunesse Auxerroise, en ese partido su equipo ganó 2 a 0.

### Explosión en Saint-Étienne

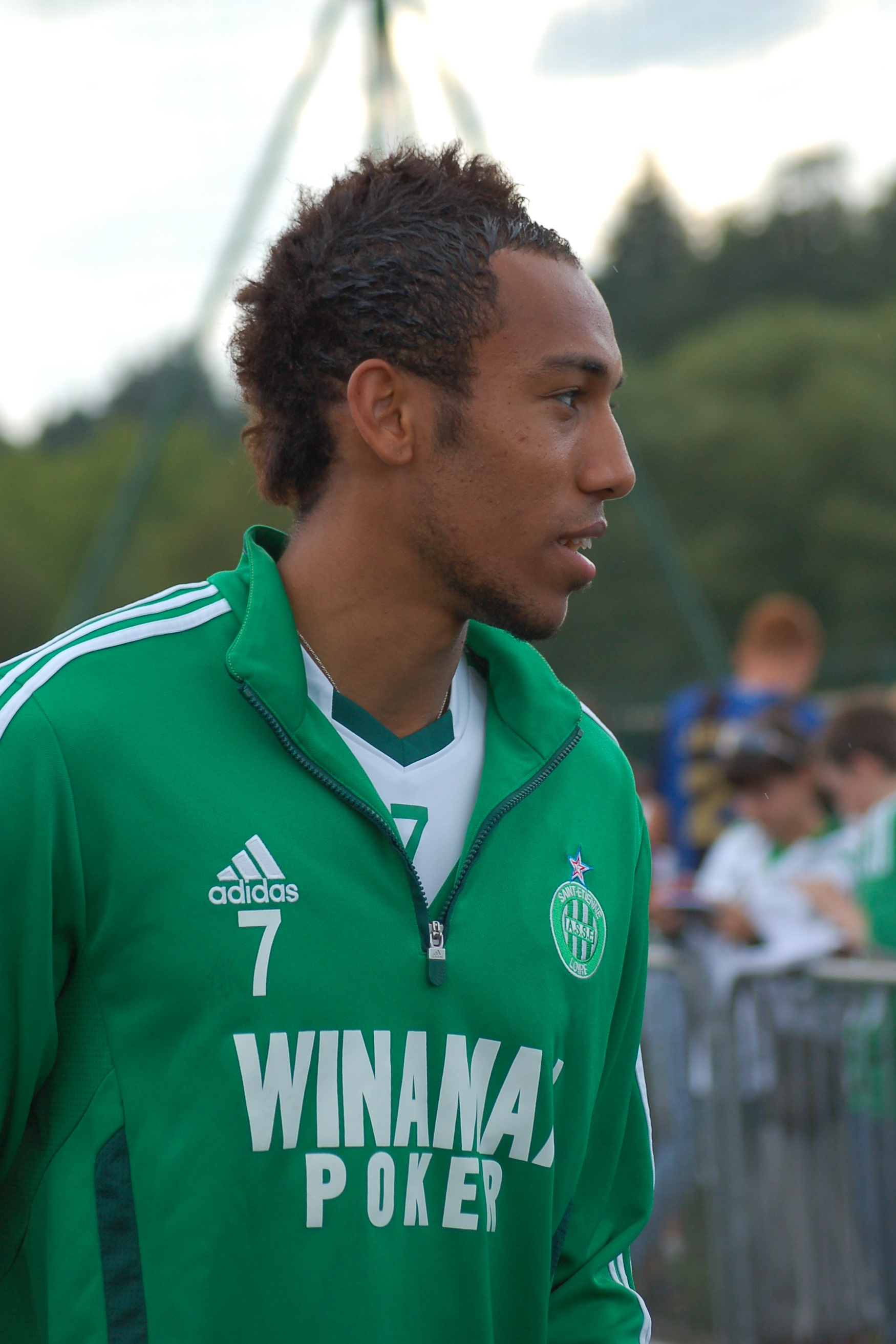
Aubameyang con el Saint-Étienne en 2011.

En enero del 2011, después de 6 meses en el Principado, Aubameyang fue nuevamente cedido, esta vez al Association Sportive de Saint-Étienne, también de la Ligue 1, hasta el fin de la temporada, lo que le valió para el 22 de diciembre de 2011, Aubameyang firmó un contrato permanente con el Saint-Étienne y fue añadido a la escuadra inicial. En febrero del 2012, marcó su primer hat-trick ante el Football Club Lorient. Se convirtió en una parte fundamental de la plantilla marcando muchos goles y se convirtió en el máximo anotador del equipo en liga con 16 goles.
En abril de 2013 fue titular en la final de la Copa de la Ligue que «Les Verts» ganaron con un marcador de 1-0, su primer trofeo como futbolista profesional. Finalizó la temporada con 21 goles y siete asistencias en todas la competiciones.

### Años dorados en Dortmund

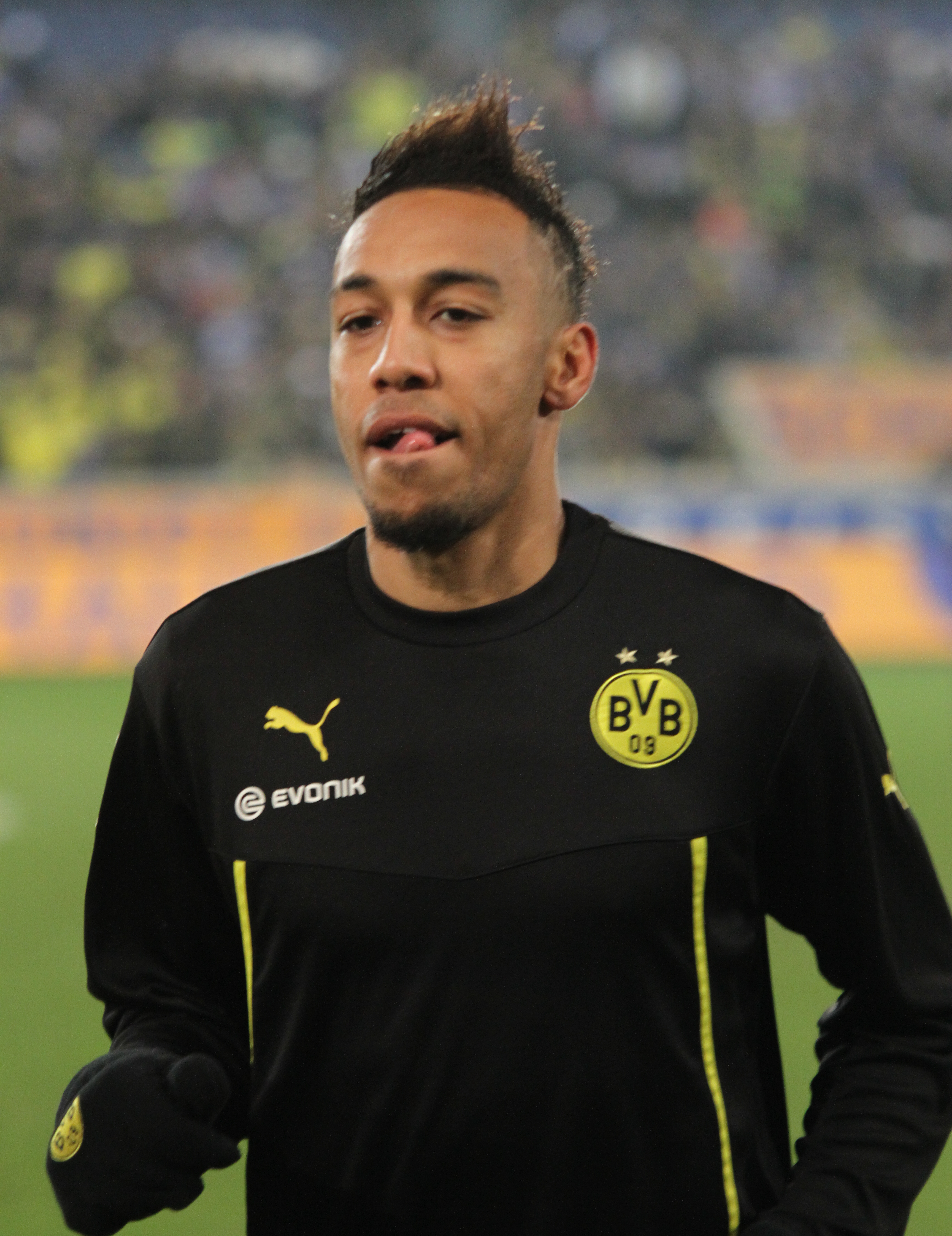
Aubameyang con el Borussia Dortmund en 2014.

El 4 de julio de 2013, Aubameyang firmó un contrato con el Borussia Dortmund por cinco años. El 27 de julio hizo su debut competitivo frente al Bayern Múnich, sustituyendo a Błaszczykowski en la victoria del Borussia Dortmund por 4-2 en la Supercopa de Alemania, además, él dio la asistencia del último gol marcado por Marco Reus. El 10 de agosto de 2013 debutó en la 1. Bundesliga marcando un hat-trick ante el Augsburgo, incluyendo un gol en su primer disparo en la liga. En el proceso, se convirtió en el primer futbolista gabonés en jugar y marcar un gol en la Bundesliga. Aubameyang marcó su primer gol en la Liga de Campeones de la UEFA frente a Napoli el 26 de noviembre. Su primera temporada en el club alemán fue positiva ya que logró dieciséis tantos, trece de ellos en Bundesliga.

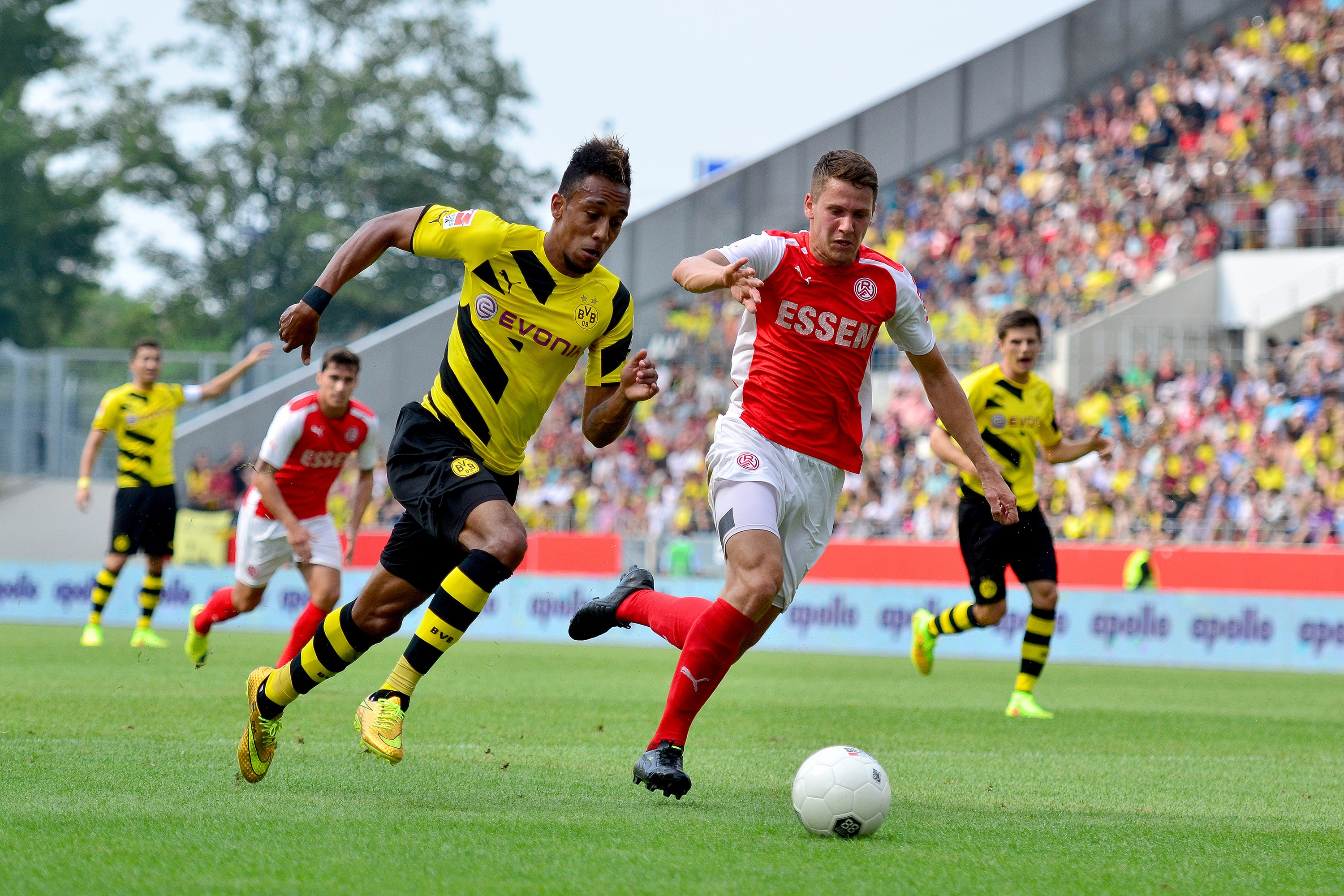
Aubameyang jugando con el Borussia Dortmund en 2014.

El 13 de agosto de 2014 asistió en el primer gol y marcó el segundo frente al Bayern Múnich en la Supercopa de Alemania, revalidando así el título del año anterior. Acabó la temporada 2014-15 con 25 tantos, siendo el máximo goleador del equipo tras la marcha de Lewandowski.
En la temporada 2015-16, el delantero gabonés incrementó su registro goleador a 39 tantos, convirtiéndose en uno de los delanteros más reconocidos del mundo. El 5 de noviembre de 2016 hizo el primer póker de su carrera en la goleada como visitantes 5-2 sobre el Hamburgo. Al término de la temporada 2016-17 logró el título de Copa de Alemania (marcando en la final un penalti a lo Panenka), además de anotar 40 tantos en todas las competiciones por primera vez en su carrera. También fue el máximo goleador de la Bundesliga con 31 tantos.
El 27 de enero de 2018 disputó su último partido en el equipo alemán en el empate a dos ante el Friburgo. El delantero gabonés puso fin a su etapa en este club tras haber logrado 141 tantos en 213 encuentros.

### Contrastes en el Arsenal F. C.
El 31 de enero de 2018 fue presentado como nuevo jugador del Arsenal de la Premier League de Inglaterra en una cifra récord de 63,75 millones de euros. El 3 de febrero, en su debut como futbolista Gunner, marcó en la goleada por 5-1 ante el Everton. En sus primeros seis meses en el equipo dirigido por Arsène Wenger logró diez tantos.
En octubre de 2018 fue elegido mejor jugador del mes de la Premier League después de lograr cinco goles en tres partidos. En su primera temporada completa en el club fue el máximo goleador de la competición con veintidós tantos.
En noviembre de 2019 fue nombrado capitán del equipo. Esa misma campaña ganó su primer título en Inglaterra, la FA Cup. En la final marcó los dos goles que sirvieron para remontar el tanto inicial del Chelsea F. C. y llevarse el trofeo.
En diciembre de 2021 perdió la capitanía por motivos disciplinarios. Unas semanas después acordó la rescisión de su contrato, marchándose con dos títulos y habiendo anotado 92 goles en 163 partidos durante su estancia en Londres.

### Breve paso por Barcelona
El último día del mercado de enero de 2022 rescindió su contrato con el conjunto londinense y firmó por el F. C. Barcelona hasta 2025, con una cláusula liberatoria en 2023. El 6 de febrero debutó en la victoria por 4-2 sobre el Atlético de Madrid en Liga. Dos semanas después llegaron sus primeros goles con la camiseta azulgrana; fueron tres ante el Valencia C. F. en Mestalla, algo que ya hizo la anterior vez que había jugado allí. Siguió viendo puerta con cierta frecuencia en sus primeras semanas en el club, incluyendo el tanto que clasificaba al equipo para los cuartos de final de la Liga Europa de la UEFA, y que le permitió entrar en la lista de los diez máximos goleadores de la competición, o los dos en su estreno en «El Clásico» ante el Real Madrid C. F., donde además dio una asistencia y se convirtió en el segundo futbolista que lograba estos registros en su debut en un enfrentamiento de ambos conjuntos. Acabó la temporada con 13 goles, siendo el máximo goleador del equipo junto a Memphis Depay.

### Regresos a Inglaterra y Francia
Después de siete meses en Barcelona, a inicios de septiembre volvió a Inglaterra después de llegar a un acuerdo con el Chelsea F. C. para su traspaso a cambio de 12 millones de euros.
Su vuelta a Inglaterra duró una temporada, ya que el 21 de julio de 2023 se anunció su regreso a Francia después de diez años tras fichar por el Olympique de Marsella. En su primera y única campaña anotó 30 goles y se convirtió en el máximo goleador histórico de la Liga Europa de la UEFA.

### Etapa en Arabia Saudí y vuelta a Marsella
El 18 de julio de 2024 fichó por el Al-Qadisiyah F. C. saudí. Su temporada en Arabia Saudita le permitió marcar 21 goles en 36 partidos.
El 31 de julio de 2025 el Olympique de Marsella anunció su regreso.

## Estilo de juego
Es un delantero que destaca por su gran velocidad y versatilidad, ya que puede jugar de enganche, extremo y de 9. De constitución atlética, es habitual verlo rematar de forma acrobática anotando bellos goles. Además posee una gran zancada que lo hace imparable en espacios abiertos del terreno de juego por su impresionante aceleración y rapidez. Posee muchos recursos técnicos, tiene un excelente regate, un gran olfato goleador y es excelente en la definición tanto en el mano a mano como en el remate al primer toque. Tiene gran facilidad para girarse dentro del área y buena visión de juego para asistir a sus compañeros gracias a su buen golpeo de balón.
Su típica celebración es hacer una o más volteretas consecutivas y en algunas ocasiones se viste con una máscara de Spider-Man como en el momento en que le marcó al Bayern de Múnich en la Supercopa de Alemania 2014. Fanático de los cómics, festejó vistiéndose de Batman junto a su amigo y excompañero de equipo Marco Reus, quien hacía de Robin, luego de marcar el primer gol del 3-0 del Dortmund ante el Schalke 04 en el segundo Derbi del Ruhr de la temporada 2014-15.

## Estadísticas

### Clubes
Actualizado al último partido disputado el 15 de agosto de 2025.
| Club                              | Div.          | Temporada     | Liga  | Liga  | Liga   | Copas nacionales | Copas nacionales | Copas nacionales | Copas internacionales | Copas internacionales | Copas internacionales | Total | Total | Total  |
| Club                              | Div.          | Temporada     | Part. | Goles | Asist. | Part.            | Goles            | Asist.           | Part.                 | Goles                 | Asist.                | Part. | Goles | Asist. |
| --------------------------------- | ------------- | ------------- | ----- | ----- | ------ | ---------------- | ---------------- | ---------------- | --------------------- | --------------------- | --------------------- | ----- | ----- | ------ |
| Dijon F. C. O. Francia            | 2.ª           | 2008-09       | 34    | 8     | 2      | 5                | 2                | 0                | —                     | —                     | —                     | 39    | 10    | 2      |
| Dijon F. C. O. Francia            | Total club    | Total club    | 34    | 8     | 2      | 5                | 2                | 0                | 0                     | 0                     | 0                     | 39    | 10    | 2      |
| Lille O. S. C. Francia            | 1.ª           | 2009-10       | 14    | 2     | 0      | 1                | 0                | 0                | 9                     | 0                     | 2                     | 24    | 2     | 2      |
| Lille O. S. C. Francia            | Total club    | Total club    | 14    | 2     | 0      | 1                | 0                | 0                | 9                     | 0                     | 2                     | 24    | 2     | 2      |
| A. S. Monaco F. C. Francia        | 1.ª           | 2010-11       | 19    | 2     | 3      | 4                | 0                | 0                | —                     | —                     | —                     | 23    | 2     | 3      |
| A. S. Monaco F. C. Francia        | Total club    | Total club    | 19    | 2     | 3      | 4                | 0                | 0                | 0                     | 0                     | 0                     | 23    | 2     | 3      |
| A. S. Saint-Étienne II Francia    | 4.ª           | 2010-11       | 2     | 1     | 0      | —                | —                | —                | —                     | —                     | —                     | 2     | 1     | 0      |
| A. S. Saint-Étienne II Francia    | Total club    | Total club    | 2     | 1     | 0      | 0                | 0                | 0                | 0                     | 0                     | 0                     | 2     | 1     | 0      |
| A. S. Saint-Étienne Francia       | 1.ª           | 2010-11       | 14    | 2     | 0      | 0                | 0                | 0                | —                     | —                     | —                     | 14    | 2     | 0      |
| A. S. Saint-Étienne Francia       | 1.ª           | 2011-12       | 36    | 16    | 11     | 2                | 2                | 0                | —                     | —                     | —                     | 38    | 18    | 11     |
| A. S. Saint-Étienne Francia       | 1.ª           | 2012-13       | 37    | 19    | 12     | 8                | 2                | 2                | —                     | —                     | —                     | 45    | 21    | 14     |
| A. S. Saint-Étienne Francia       | Total club    | Total club    | 87    | 37    | 23     | 10               | 4                | 2                | 0                     | 0                     | 0                     | 97    | 41    | 25     |
| Borussia Dortmund · Alemania      | 1.ª           | 2013-14       | 32    | 13    | 4      | 7                | 2                | 1                | 9                     | 1                     | 0                     | 48    | 16    | 5      |
| Borussia Dortmund · Alemania      | 1.ª           | 2014-15       | 33    | 16    | 7      | 5                | 6                | 2                | 8                     | 3                     | 2                     | 46    | 25    | 11     |
| Borussia Dortmund · Alemania      | 1.ª           | 2015-16       | 31    | 25    | 6      | 4                | 3                | 3                | 14                    | 11                    | 3                     | 49    | 39    | 12     |
| Borussia Dortmund · Alemania      | 1.ª           | 2016-17       | 32    | 31    | 2      | 5                | 2                | 2                | 9                     | 7                     | 1                     | 46    | 40    | 5      |
| Borussia Dortmund · Alemania      | 1.ª           | 2017-18       | 16    | 13    | 3      | 2                | 4                | 0                | 6                     | 4                     | 0                     | 24    | 21    | 3      |
| Borussia Dortmund · Alemania      | Total club    | Total club    | 144   | 98    | 22     | 23               | 17               | 8                | 46                    | 26                    | 6                     | 213   | 141   | 36     |
| Arsenal F. C. Inglaterra          | 1.ª           | 2017-18       | 13    | 10    | 4      | 1                | 0                | 0                | ―                     | ―                     | ―                     | 14    | 10    | 4      |
| Arsenal F. C. Inglaterra          | 1.ª           | 2018-19       | 36    | 22    | 5      | 3                | 1                | 0                | 12                    | 8                     | 3                     | 51    | 31    | 8      |
| Arsenal F. C. Inglaterra          | 1.ª           | 2019-20       | 36    | 22    | 3      | 2                | 4                | 0                | 6                     | 3                     | 0                     | 44    | 29    | 3      |
| Arsenal F. C. Inglaterra          | 1.ª           | 2020-21       | 29    | 10    | 3      | 2                | 2                | 0                | 8                     | 3                     | 1                     | 39    | 15    | 4      |
| Arsenal F. C. Inglaterra          | 1.ª           | 2021-22       | 14    | 4     | 1      | 1                | 3                | 1                | ―                     | ―                     | ―                     | 15    | 7     | 2      |
| Arsenal F. C. Inglaterra          | Total club    | Total club    | 128   | 68    | 16     | 9                | 10               | 1                | 26                    | 14                    | 4                     | 163   | 92    | 21     |
| F. C. Barcelona · España          | 1.ª           | 2021-22       | 17    | 11    | 1      | ―                | ―                | ―                | 6                     | 2                     | 0                     | 23    | 13    | 1      |
| F. C. Barcelona · España          | 1.ª           | 2022-23       | 1     | 0     | 0      | ―                | ―                | ―                | ―                     | ―                     | ―                     | 1     | 0     | 0      |
| F. C. Barcelona · España          | Total club    | Total club    | 18    | 11    | 1      | 0                | 0                | 0                | 6                     | 2                     | 0                     | 24    | 13    | 1      |
| Chelsea F. C. Inglaterra          | 1.ª           | 2022-23       | 15    | 1     | 0      | 0                | 0                | 0                | 6                     | 2                     | 1                     | 21    | 3     | 1      |
| Chelsea F. C. Inglaterra          | Total club    | Total club    | 15    | 1     | 0      | 0                | 0                | 0                | 6                     | 2                     | 1                     | 21    | 3     | 1      |
| Olympique de Marsella Francia     | 1.ª           | 2023-24       | 34    | 17    | 6      | 2                | 1                | 0                | 15                    | 12                    | 3                     | 51    | 30    | 9      |
| Al-Qadisiyah F. C. Arabia Saudita | 1.ª           | 2024-25       | 32    | 17    | 3      | 4                | 4                | 0                | ―                     | ―                     | ―                     | 36    | 21    | 3      |
| Al-Qadisiyah F. C. Arabia Saudita | Total club    | Total club    | 32    | 17    | 3      | 4                | 4                | 0                | 0                     | 0                     | 0                     | 36    | 21    | 3      |
| Olympique de Marsella Francia     | 1.ª           | 2025-26       | 1     | 0     | 0      | 0                | 0                | 0                | 0                     | 0                     | 0                     | 1     | 0     | 0      |
| Olympique de Marsella Francia     | Total club    | Total club    | 35    | 17    | 6      | 2                | 1                | 0                | 15                    | 12                    | 3                     | 52    | 30    | 9      |
| Total carrera                     | Total carrera | Total carrera | 529   | 262   | 76     | 58               | 38               | 11               | 107                   | 56                    | 16                    | 694   | 356   | 103    |
| 1. 2. 3.                          |               |               |       |       |        |                  |                  |                  |                       |                       |                       |       |       |        |

### Selección nacional
Actualizado al último partido jugado el 15 de noviembre de 2024.
| Selección | Año   | Amistosos | Amistosos | Amistosos | Copa Africana | Copa Africana | Copa Africana | Eliminatorias Africanas | Eliminatorias Africanas | Eliminatorias Africanas | Mundial | Mundial | Mundial | Eliminatorias Mundialistas | Eliminatorias Mundialistas | Eliminatorias Mundialistas | Total | Total | Total  | Media goleadora |
| Selección | Año   | Part.     | Goles     | Asist.    | Part.         | Goles         | Asist.        | Part.                   | Goles                   | Asist.                  | Part.   | Goles   | Asist.  | Part.                      | Goles                      | Asist.                     | Part. | Goles | Asist. | Media goleadora |
| --------- | ----- | --------- | --------- | --------- | ------------- | ------------- | ------------- | ----------------------- | ----------------------- | ----------------------- | ------- | ------- | ------- | -------------------------- | -------------------------- | -------------------------- | ----- | ----- | ------ | --------------- |
| Gabón     | 2009  | 1         | 1         | 0         | -             | -             | -             | -                       | -                       | -                       | -       | -       | -       | 6                          | 1                          | 0                          | 7     | 2     | 0      | 0.29            |
| Gabón     | 2010  | 7         | 3         | 0         | 3             | 0             | 1             | -                       | -                       | -                       | -       | -       | -       | -                          | -                          | -                          | 10    | 3     | 1      | 0.3             |
| Gabón     | 2011  | 5         | 0         | 0         | -             | -             | -             | -                       | -                       | -                       | -       | -       | -       | -                          | -                          | -                          | 5     | 0     | 0      | 0               |
| Gabón     | 2012  | 1         | 0         | 0         | 4             | 3             | 3             | 2                       | 1                       | 0                       | -       | -       | -       | 1                          | 0                          | 0                          | 8     | 4     | 3      | 0.5             |
| Gabón     | 2013  | 0         | 0         | 0         | -             | -             | -             | -                       | -                       | -                       | -       | -       | -       | 4                          | 3                          | 0                          | 4     | 3     | 0      | 0.75            |
| Gabón     | 2014  | 0         | 0         | 0         | 0             | 0             | 0             | 4                       | 2                       | 1                       | -       | -       | -       | -                          | -                          | -                          | 4     | 2     | 1      | 0.5             |
| Gabón     | 2015  | 6         | 4         | 1         | 3             | 1             | 0             | -                       | -                       | -                       | -       | -       | -       | 1                          | 0                          | 1                          | 10    | 5     | 2      | 0.5             |
| Gabón     | 2016  | 2         | 2         | 0         | -             | -             | -             | -                       | -                       | -                       | -       | -       | -       | 2                          | 0                          | 0                          | 4     | 2     | 0      | 0.5             |
| Gabón     | 2017  | 0         | 0         | 0         | 3             | 2             | 0             | -                       | -                       | -                       | -       | -       | -       | 1                          | 0                          | 0                          | 4     | 2     | 0      | 0.5             |
| Gabón     | 2018  | 0         | 0         | 0         | -             | -             | -             | 2                       | 1                       | 1                       | -       | -       | -       | 0                          | 0                          | 0                          | 2     | 1     | 1      | 0.5             |
| Gabón     | 2019  | 2         | 1         | 0         | -             | -             | -             | 3                       | 0                       | 1                       | -       | -       | -       | 0                          | 0                          | 0                          | 5     | 1     | 1      | 0.2             |
| Gabón     | 2020  | 0         | 0         | 0         | -             | -             | -             | 2                       | 1                       | 0                       | -       | -       | -       | 0                          | 0                          | 0                          | 2     | 1     | 0      | 0.5             |
| Gabón     | 2021  | 0         | 0         | 0         | -             | -             | -             | 1                       | 1                       | 1                       | -       | -       | -       | 5                          | 2                          | 0                          | 6     | 3     | 1      | 0.5             |
| Gabón     | 2022  | 2         | 1         | 0         | 0             | 0             | 0             | -                       | -                       | -                       | -       | -       | -       | 0                          | 0                          | 0                          | 2     | 1     | 0      | 0.5             |
| Gabón     | 2023  | -         | -         | -         | -             | -             | -             | 2                       | 0                       | 0                       | -       | -       | -       | 0                          | 0                          | 0                          | 2     | 0     | 0      | 0               |
| Gabón     | 2024  | -         | -         | -         | -             | -             | -             | 3                       | 2                       | 0                       | -       | -       | -       | 2                          | 1                          | 0                          | 5     | 3     | 0      | 0.6             |
| Total     | Total | 26        | 12        | 1         | 13            | 6             | 5             | 19                      | 8                       | 4                       | 0       | 0       | 0       | 22                         | 7                          | 1                          | 80    | 33    | 11     | 0.41            |

### Tripletes
| 1  | 22 de febrero de 2012    | Geoffroy-Guichard, Saint-Étienne | Saint-Étienne - Lorient                |  | 4 - 2 | Ligue 1 2011-12                |
| 2  | 15 de junio de 2013      | Omar Bongo, Libreville           | Gabón - Niger                          |  | 4 - 1 | Eliminatorias Mundial 2014     |
| 3  | 10 de agosto de 2013     | Impuls Arena, Augsburgo          | Augsburgo - Borussia Dortmund          |  | 0 - 4 | 1. Bundesliga 2013-14          |
| 4  | 22 de octubre de 2015    | Gabala City, Qabala              | Qäbälä - Borussia Dortmund             |  | 1 - 3 | Liga Europea 2015-16           |
| 5  | 25 de octubre de 2015    | Signal Iduna Park, Dortmund      | Borussia Dortmund - Augsburgo          |  | 5 - 1 | 1. Bundesliga 2015-16          |
| 6  | 5 de noviembre de 2016   | Volksparkstadion, Hamburgo       | Hamburgo - Borussia Dortmund           |  | 2 - 5 | 1. Bundesliga 2016-17          |
| 7  | 8 de marzo de 2017       | Signal Iduna Park, Dortmund      | Borussia Dortmund - Benfica            |  | 4 - 0 | Liga de Campeones 2016-17      |
| 8  | 12 de agosto de 2017     | Schwarzwald-Stadion, Friburgo    | Rielasingen-Arlen - Borussia Dortmund  |  | 0 - 4 | Copa de Alemania 2017-18       |
| 9  | 23 de septiembre de 2017 | Signal Iduna Park, Dortmund      | Borussia Dortmund - B. Mönchengladbach |  | 6 - 1 | 1. Bundesliga 2017-18          |
| 10 | 9 de mayo de 2019        | Mestalla, Valencia               | Valencia - Arsenal                     |  | 2 - 4 | UEFA Europa League 2018-19     |
| 11 | 14 de febrero de 2021    | Emirates Stadium, Londres        | Arsenal - Leeds United                 |  | 2 - 4 | Premier League 2020-21         |
| 12 | 25 de agosto de 2021     | The Hawthorns, West Bromwich     | West Bromwich Albion - Arsenal         |  | 0 - 6 | Copa de la Liga 2021-22        |
| 13 | 20 de febrero de 2022    | Mestalla, Valencia               | Valencia - Barcelona                   |  | 1 - 4 | Liga Española 2021-22          |
| 14 | 30 de noviembre de 2023  | Stade Vélodrome, Marsella        | Olympique de Marsella - Ajax Ámsterdam |  | 4 - 3 | Liga Europa de la UEFA 2023-24 |

## Palmarés

### Torneos locales
| Título                     | Club                | País       | Año  |
| -------------------------- | ------------------- | ---------- | ---- |
| Copa de la Liga            | A. S. Saint-Étienne | Francia    | 2013 |
| Supercopa de Alemania      | Borussia Dortmund   | Alemania   | 2013 |
| Supercopa de Alemania      | Borussia Dortmund   | Alemania   | 2014 |
| Copa de Alemania           | Borussia Dortmund   | Alemania   | 2017 |
| FA Cup                     | Arsenal F. C.       | Inglaterra | 2020 |
| Community Shield           | Arsenal F. C.       | Inglaterra | 2020 |
| Primera División de España | F. C. Barcelona     | España     | 2023 |

### Distinciones individuales
| Distinción                                   | Año  |
| -------------------------------------------- | ---- |
| Glo-CAF Award al Futbolista Africano del Año | 2015 |
| Jugador de la temporada de la Bundesliga     | 2016 |
| Máximo goleador de la Bundesliga             | 2017 |
| Bota de Oro de la Premier League             | 2019 |
| Mejor jugador de la Liga Europa de la UEFA   | 2024 |

### Otras distinciones
| Distinción                                          | Año  |
| --------------------------------------------------- | ---- |
| Comendador de la Orden Nacional del Mérito de Gabón | 2016 |
| Embajador de Ávila[cita requerida]                  | 2022 |